# 東唐津駅
東唐津駅（ひがしからつえき）は、佐賀県唐津市松南町にある、九州旅客鉄道（JR九州）筑肥線の駅である。駅番号はJK18。
1983年（昭和58年）3月22日、現在地に移転された。

## 歴史
現在の東唐津駅は2代目で、初代駅は現在地より1km程北西の松浦川右岸河口付近の唐津市東唐津に位置していた。筑肥線の開業当初は松浦川の広い河口への架橋が技術的に不可能だったため、筑肥線は当駅でスイッチバックを行い、松浦川の右岸を遡って川を渡り、山本駅で唐津線と接続する線形を取っていた。
当時、唐津市の代表駅である唐津駅は唐津線の途中駅に過ぎず、博多駅方面から市の中心部に行く場合は当駅からバスやタクシーを利用するのが一般的だったため、当駅は唐津市の事実上の中心駅として賑わっていたが、1983年に筑肥線が一部電化及びルート変更した際に当駅を含む虹ノ松原駅 - 山本駅間旧ルートが廃止され、虹ノ松原駅 - 唐津駅間の新ルート上に新たに開設したのが現在の当駅である。
旧駅跡には現在、Hotel & Resorts SAGA-KARATSUが建っている。
「唐津市#筑肥線の電化と新線開業」も参照のこと。

### 年表
- 1925年（大正14年）6月15日：北九州鉄道により、当駅 - 新柳町間開業[2]。当駅は現在の東唐津4丁目に開業した。
- 1937年（昭和12年）10月1日：国有化され、鉄道省に移管[2]。
- 1949年（昭和24年）5月22日：東唐津駅発 - 伊万里駅着のお召し列車が運転（昭和天皇の戦後巡幸）[4]。
- 1971年（昭和46年）10月20日：貨物取扱廃止[2]。
- 1983年（昭和58年）3月22日：筑肥線新線開業（旧線廃止）に伴い、現在地に移転[2][3]。みどりの窓口は唐津駅へ移転する[5]。
- 1987年（昭和62年）4月1日：国鉄分割民営化に伴い、JR九州に移管[3]。
- 2008年（平成20年）6月：南口ロータリー改良工事完了。ISDN公衆電話、周辺案内板新設。
- 2010年（平成22年）
  - 3月13日：ICカード「SUGOCA」の利用を開始[6]。
  - 11月1日：エレベータ運用開始。また同時に盲導鈴と多目的トイレ新設等の改良工事が行われた。
- 2014年（平成26年）1月28日：みどりの窓口営業開始[7]。約31年ぶりの復活。
- 2022年（令和4年）
  - 3月11日：みどりの窓口が営業終了[8]。
  - 3月12日：無人駅化[8]。

## 駅構造
島式ホーム1面2線を有する高架駅。改札口からホームまでは階段とエレベータが設置されている。高架下が駅舎・コンコースとなっている。売店は2010年秋頃に閉鎖され、跡地に自動販売機が移設された。
無人駅。SUGOCA対応簡易改札機等の設備を備える。
初代の当駅は頭端式ホーム1面2線を有するスイッチバック構造の地上駅で、駅弁も売られていた他、みどりの窓口、観光案内所、荷物取扱窓口があり、駅構内には貨物ホームや貨物ヤード、東唐津気動車区（車両所属標記 / 門ヒカラ）、唐津保線区、博多車掌区東唐津支区などが存在していた。

### のりば
| のりば | 路線   | 方向 | 行先                           |
| ------ | ------ | ---- | ------------------------------ |
| 1      | 筑肥線 | 上り | 筑前前原・天神・博多・空港方面 |
| 2      | 筑肥線 | 下り | 唐津・西唐津方面               |

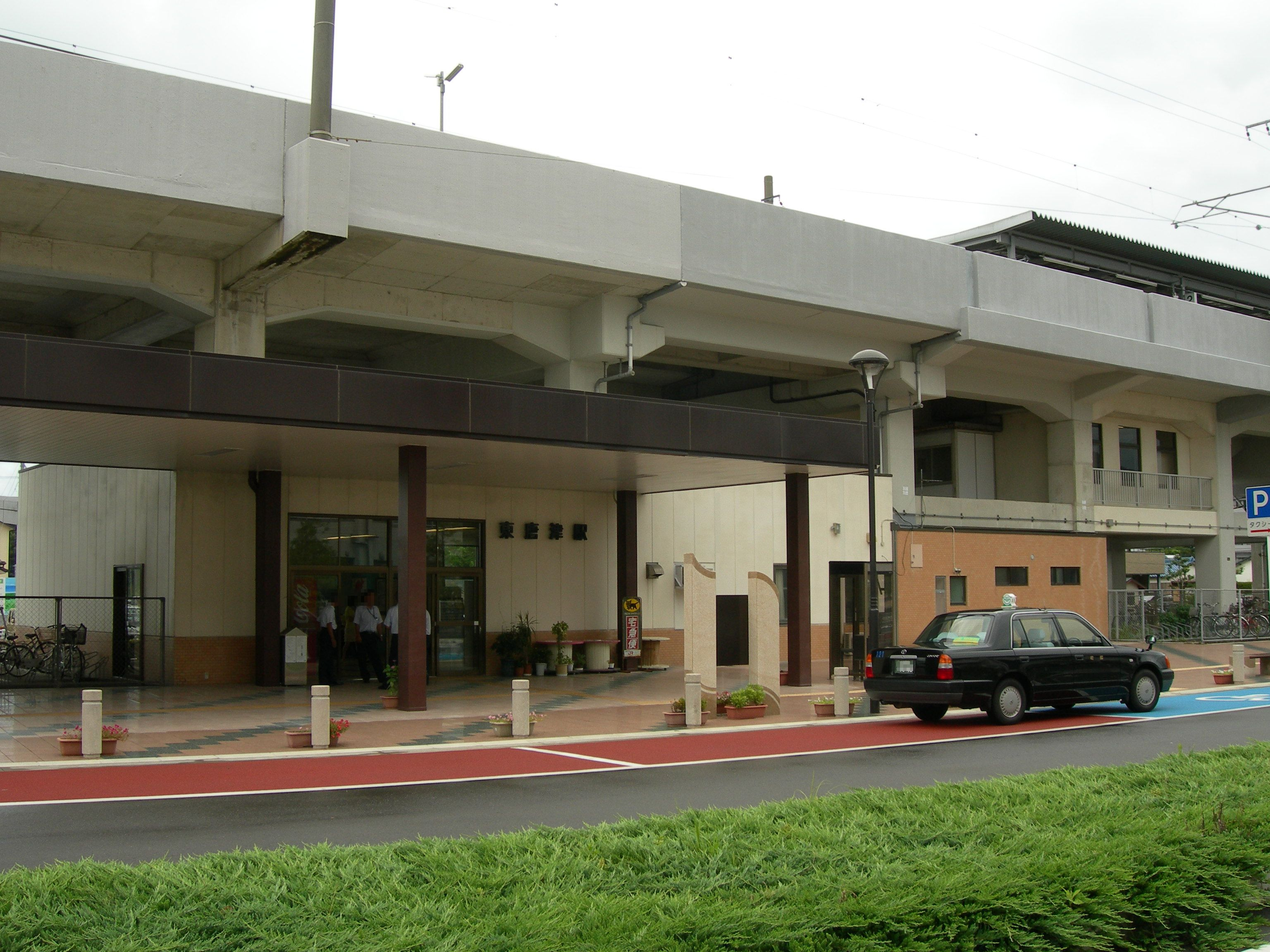
南口（2009年8月）
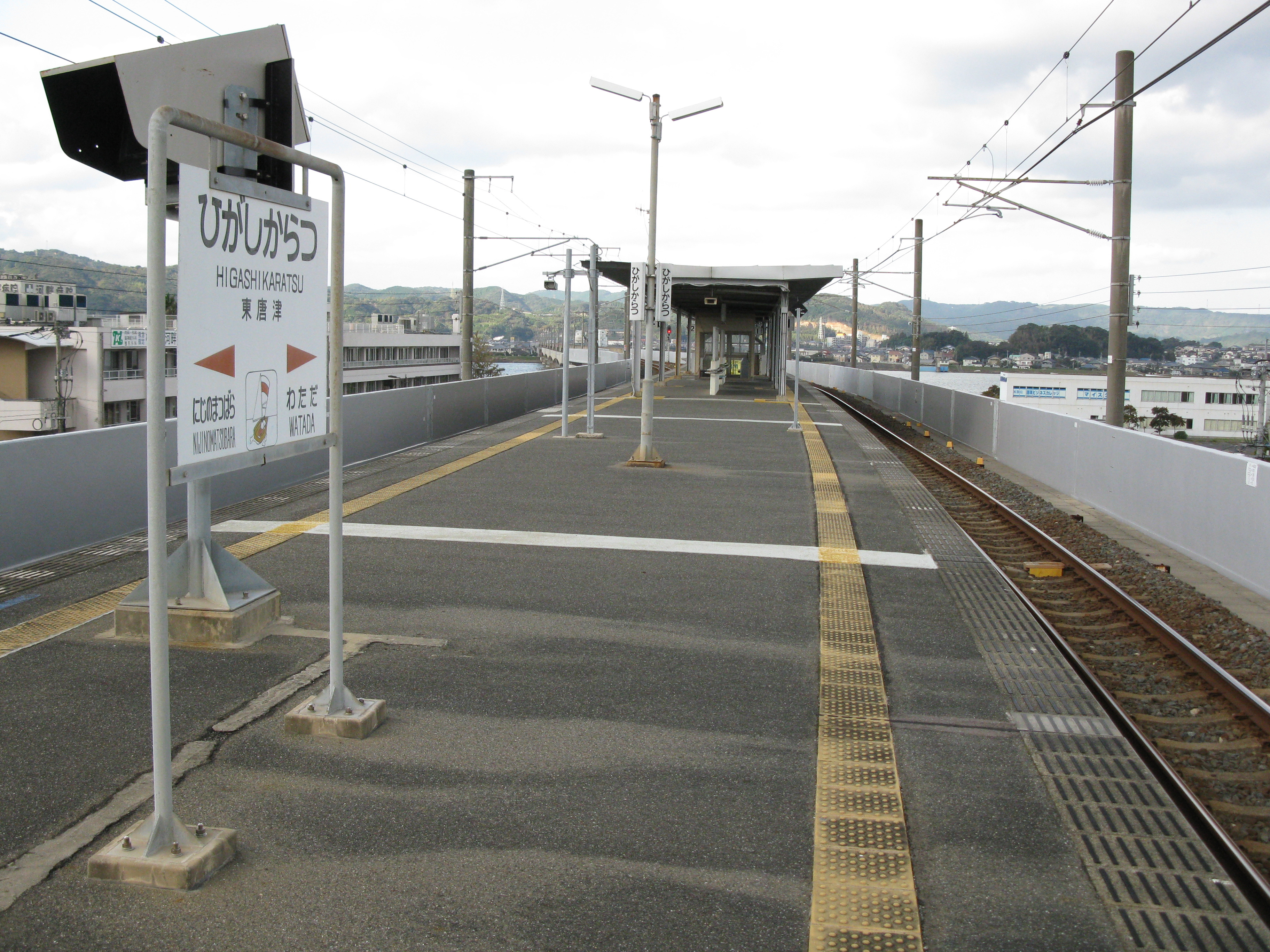
ホーム（2009年11月）

## 利用状況
2023年度の1日平均乗車人員は739人である。
| 年度   | 1日平均 乗車人員 | 出典   |
| ------ | ---------------- | ------ |
| 2000年 | 784              | -      |
| 2001年 | 780              | -      |
| 2002年 | 597              | -      |
| 2003年 | 586              | -      |
| 2004年 | 545              | -      |
| 2005年 | 524              | -      |
| 2006年 | 527              | -      |
| 2007年 | 656              | -      |
| 2008年 | 860              | -      |
| 2009年 | 833              | -      |
| 2010年 | 852              | -      |
| 2011年 | 841              | -      |
| 2012年 | 835              | -      |
| 2013年 | 830              | -      |
| 2014年 | 830              | -      |
| 2015年 | 833              | -      |
| 2016年 | 821              | [ 10 ] |
| 2017年 | 850              | [ 11 ] |
| 2018年 | 852              | [ 12 ] |
| 2019年 | 850              | [ 13 ] |
| 2020年 | 628              | [ 14 ] |
| 2021年 | 634              | [ 15 ] |
| 2022年 | 669              | [ 16 ] |
| 2023年 | 739              | [ 9 ]  |

## 駅周辺
松浦川の右岸近くに位置しており、対岸は唐津市街地である。駅周辺にはアパート・マンションが多く建てられている。

### 南口
- 河畔病院（医療法人松籟会）
- 佐賀大学海浜台地生物生産研究センター
- 唐津警察署鏡交番
- 佐賀県立唐津東中学校・高等学校
- 唐津競艇場（ボートレースからつ）

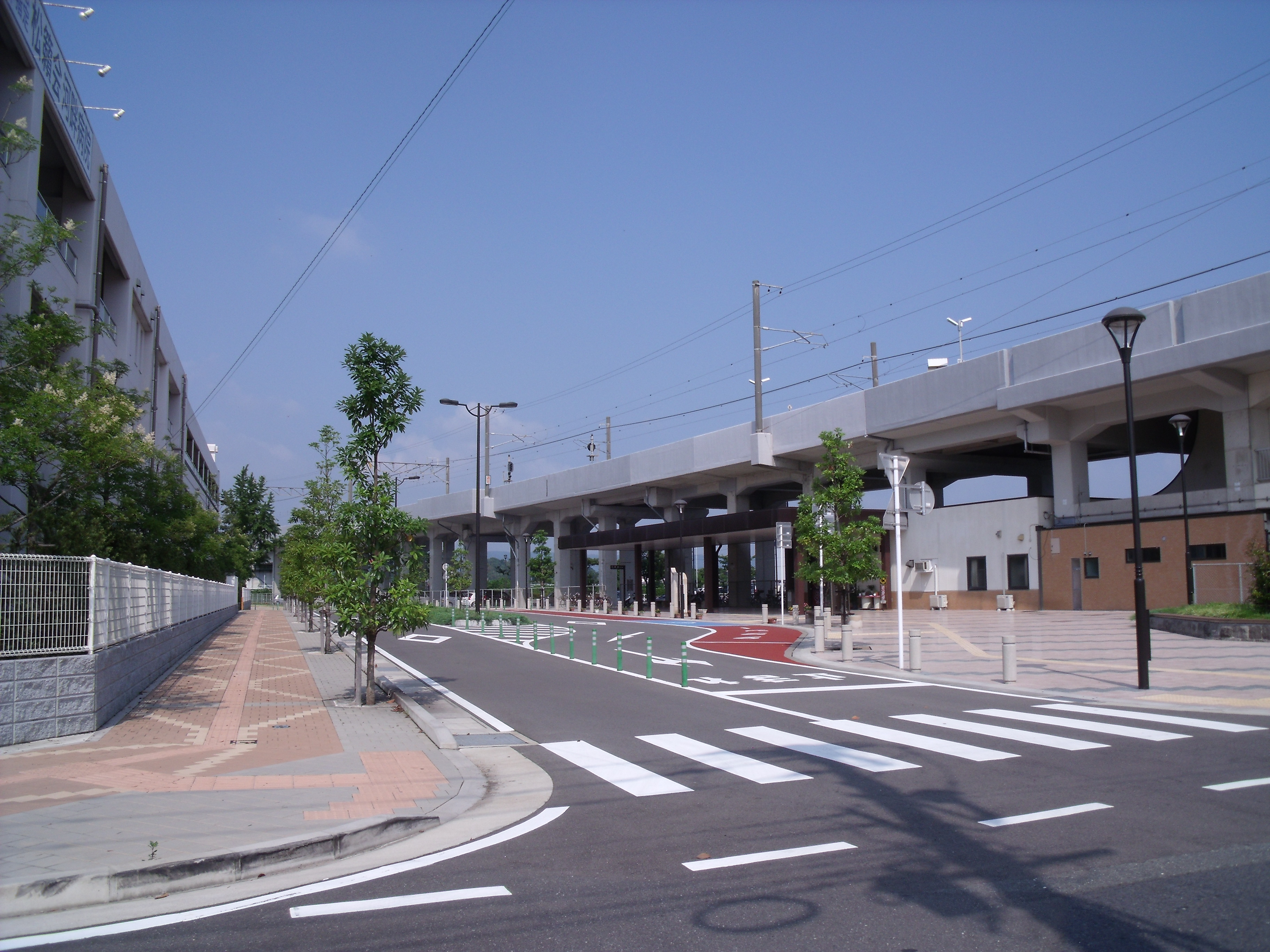
南口駅前（2009年7月）

- BOAT KIDS PARKモーヴィからつ（ボートレース敷地内）

### 北口
- 虹の松原自動車学校
- 唐津ビジネスカレッジ
- 虹の松原

### 旧東唐津駅周辺

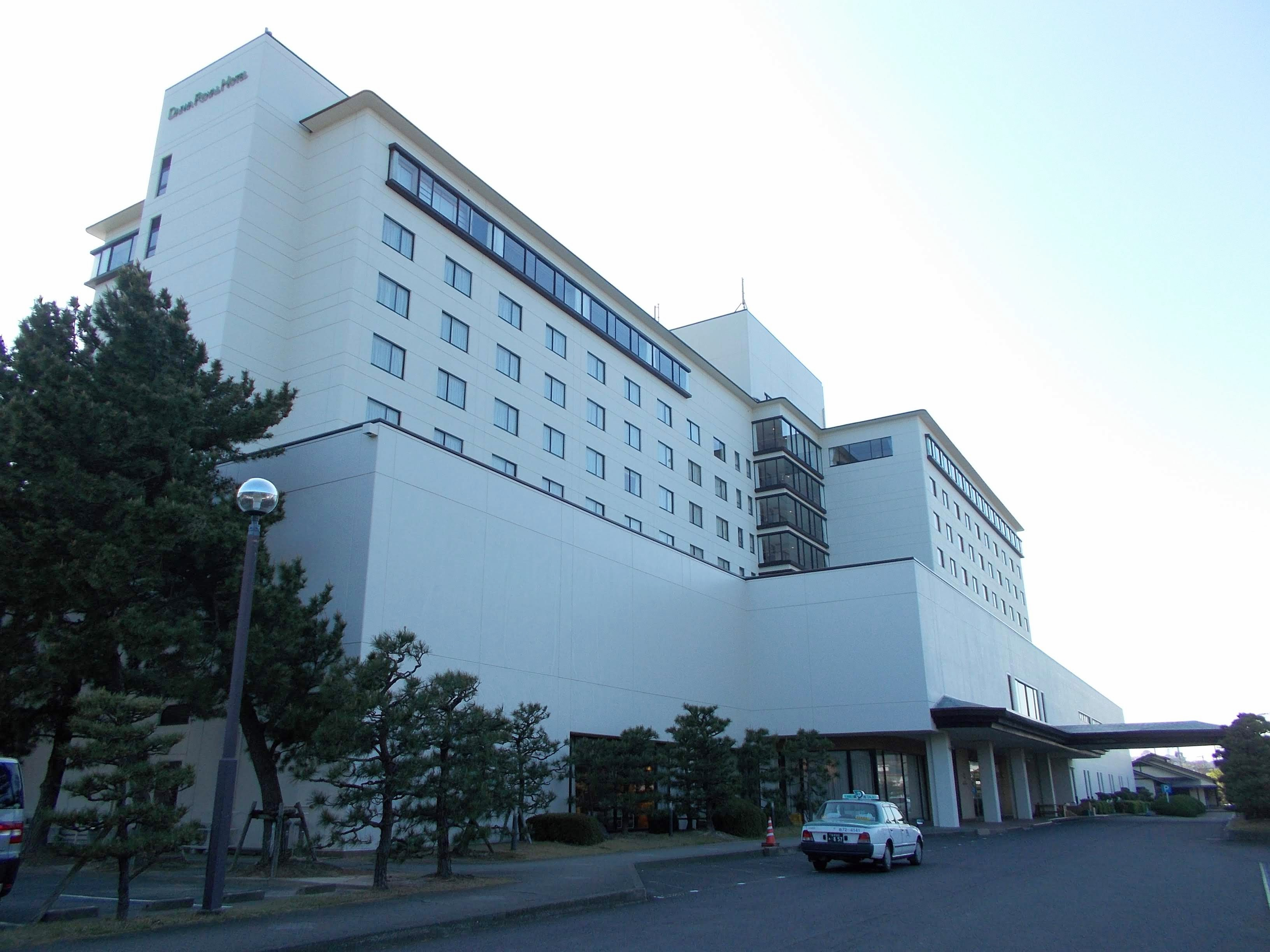
旧東唐津駅跡地に建つHotel & Resorts SAGA-KARATSU（2019年4月）

- メルキュール佐賀唐津リゾート（旧東唐津駅跡地）
- 佐賀県道347号虹の松原線、唐津街道
- 唐津城（舞鶴公園）
- 唐津警察署東唐津連絡所

## その他
- 紀行作家の宮脇俊三は1975年年末に唐津線未乗区間だった唐津駅 - 西唐津駅間に乗車した際、博多駅から乗車した列車が当駅でのスイッチバックと山本駅での接続待ちで時間が掛かることに目を付けて、当駅で一度降りた後、タクシーで西唐津駅に移動して唐津線列車に乗り、筑肥線列車に山本駅で再び乗り込む、という芸当をやっている。時刻表の愛読者だった宮脇はこのような絶妙な乗継は多く行っていたが、このエピソードは処女作となった「時刻表2万キロ」の第3章で数ページを割いて詳しく書いている。
- 唐津競艇場最寄り駅で、当駅から無料バスが運行されている。また列車片道払戻サービスの対象駅で、競艇従事員に切符を渡しスタンプを押してもらい競艇の窓口へ持参することで、片道分の運賃が返還されていたが、2011年4月限りで廃止された。

## 隣の駅
九州旅客鉄道（JR九州）
 筑肥線
■快速
浜崎駅 (JK16) - 東唐津駅 (JK18) - 和多田駅 (JK19)
■普通
虹ノ松原駅 (JK17) - 東唐津駅 (JK18) - 和多田駅 (JK19)

### かつて存在した路線
日本国有鉄道
筑肥線（旧線）
虹ノ松原駅 - 東唐津駅 - 鏡駅